# Nya Zeelands försvarsmakt
Nya Zeelands försvarsmakt, (New Zealand Defence Force, förkortat NZDF; Maori: Te Ope Kātua o Aotearoa) är landets väpnade styrkor som består av tre försvarsgrenar. 

## Bakgrund
Nya Zeeland är part i Stillahavspakten (tillsammans med USA och Australien), men landets införande av en "kärnvapenfri zon" 1984 av dåvarande premiärminister David Lange har komplicerat relationen till USA, som i gengäld omedelbart drog in sina försvaråtaganden gentemot Nya Zeeland. 

## Organisation och ledning
NZDF regleras av och skapades i och med att Nya Zeelands parlament antog försvarslagen, Defence Act 1990. Försvarschefen (Chief of Defence Force) är den högste yrkesofficeraren i NZDF. Generalguvernören är genom ett kungligt brev från Nya Zeelands monark högste befälhavare. Försvarsministern, som ansvarar inför premiärministern, står för den politiska ledningen av försvaret.
Under försvarsministern finns:
- försvarschefen (engelska: Chief of Defence Force) som är den högsta yrkesmilitära befattningen och som är chef för försvarsmakten (engelska: New Zealand Defence Force)
- samt statssekreteraren (engelska: Secretary of Defence) som leder det civila Försvarsministeriet (engelska: New Zealand Ministry of Defence).[4]

## Enheter

### Flottan

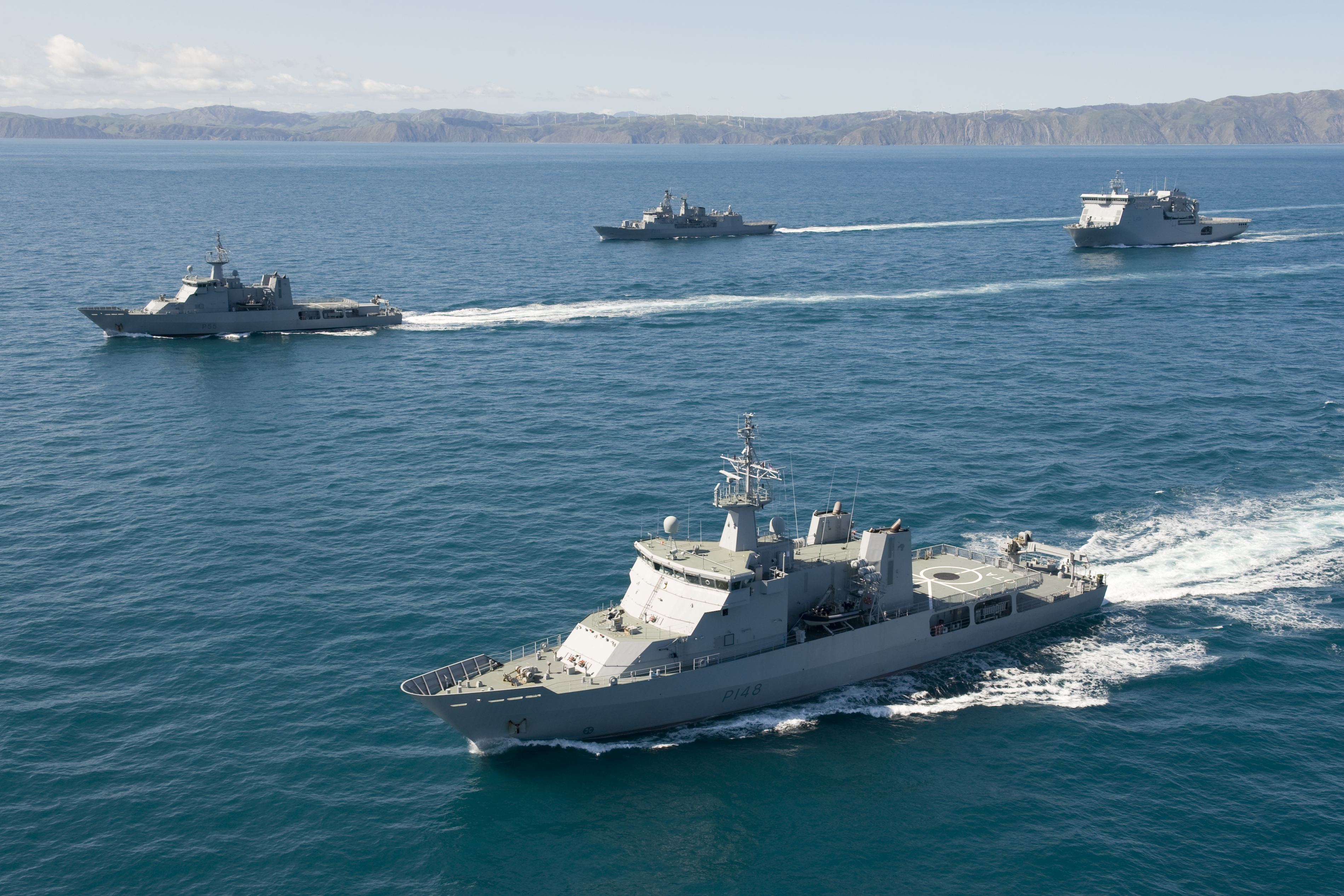
Fartyg tillhörande Kungliga Nyzeeländska flottan i Cooksundet (2011).

Kungliga Nyzeeländska Flottan (Royal New Zealand Navy; förtkning: RNZN), som har sitt ursprung i Storbritanniens flotta, blev i oktober 1941 egen inhemsk försvarsgren och mot slutet av andra världskriget bestod den av 60 fartyg. 
Flottan består[när?] av två fregatter av Anzac-klass (8 likadana finns i Australiens flotta), fyra patrullfartyg för havsövervakning av landets ekonomiska zon, samt ett stödfartyg. Därefter tillkommer ett sjömätningsfartyg. Stridsfartygen har Devonport Naval Base utanför Auckland på Nordön som hemmahamn. 
Fartygen i RNZN bär prefixet HMNZS, som står för Her Majesty's New Zealand Ship.

### Armén
Nyzeeländska armén (New Zealand Army) är landstridskomponenten i Nya Zeelands försvarsmakt. Den omfattar 4 500 i aktiv tjänst, 2 000 reservister samt 500 civilanställda. Innan 1950 var namnet på armén New Zealand Military Forces och dess traditioner sträcker sig tillbaka till nybyggarmilisen som bildades 1845.
Nyzeeländska soldater har deltagit flera av 1900-talet större väpnade konfliker, inklusive andra boerkriget, första världskriget, andra världskriget, Koreakriget, Malayakrisen och Vietnamkriget. Sedan 1970-talet har fokus varit på deltagande i multilaterala fredsbevande och fredsframtvingande insatser, mestadels inom ramen av Förenta nationerna.

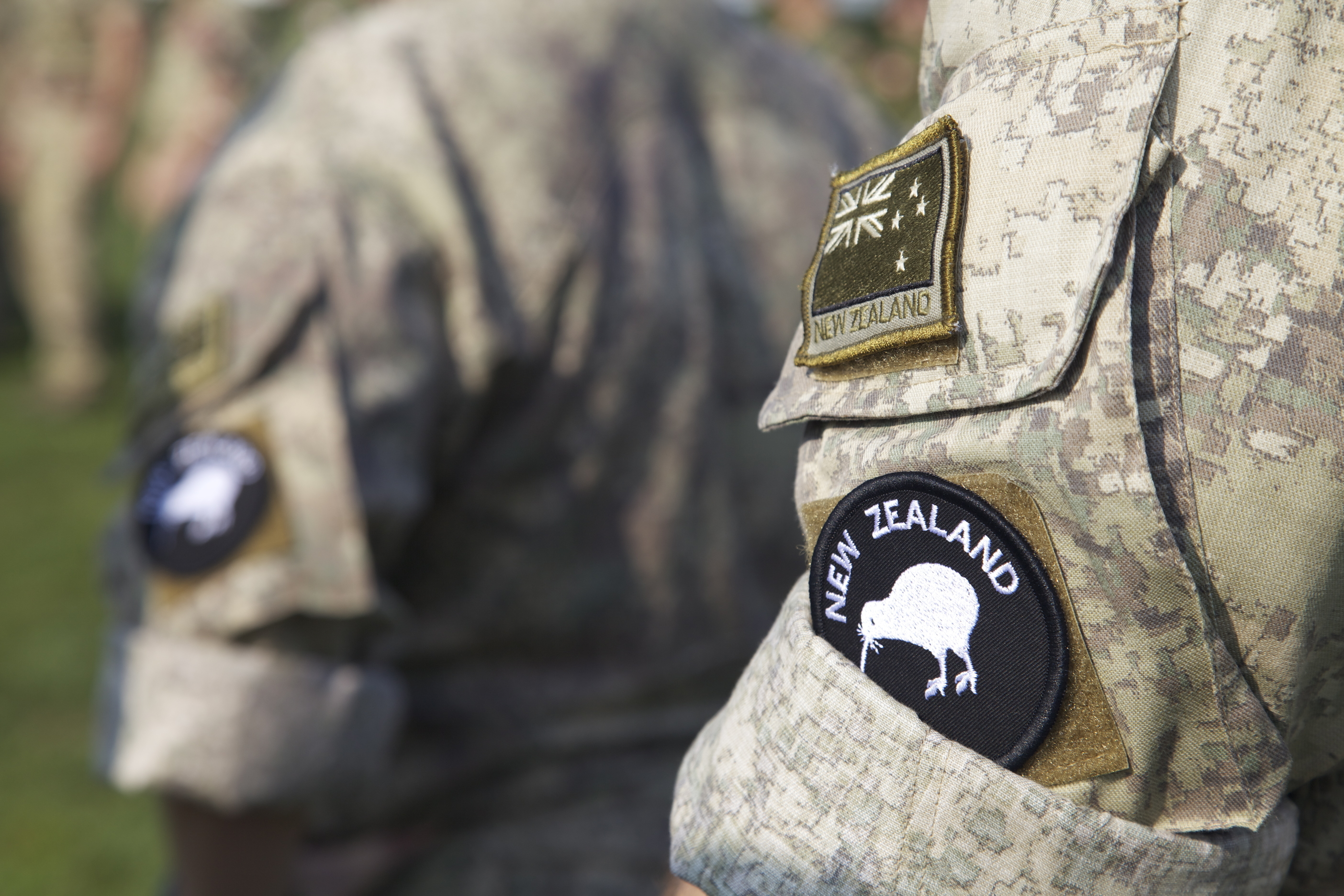
Kamouflageuniform med nationalitetsbeteckning (inklusive nationalfågeln Kivi)för utlandstjänst.

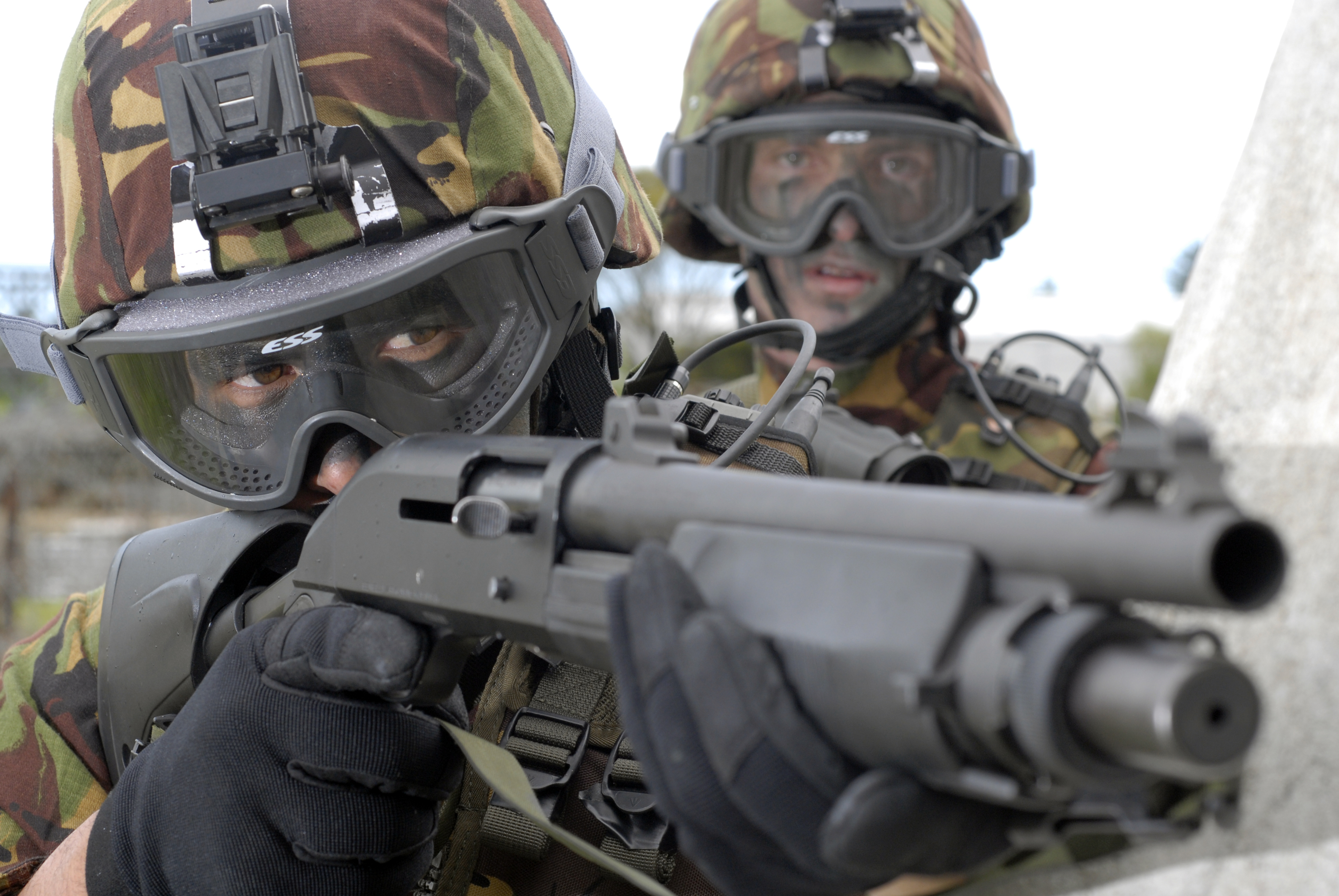
Soldat med hagelgevär av typ Benelli M3.

Förband och kårer (i senioritetsordning):
- New Zealand Corps of Officer Cadets
- Royal Regiment of New Zealand Artillery
- Royal New Zealand Armoured Corps
- The Corps of Royal New Zealand Engineers
- Royal New Zealand Corps of Signals
- Royal New Zealand Infantry Regiment
- The New Zealand Special Air Service
- New Zealand Intelligence Corps
- Royal New Zealand Army Logistic Regiment
- Royal New Zealand Army Medical Corps
- Royal New Zealand Dental Corps
- Royal New Zealand Chaplains Department
- New Zealand Army Legal Service
- Royal New Zealand Military Police
- Royal New Zealand Army Education Corps
- New Zealand Army Physical Training Corps
- Royal New Zealand Nursing Corps

### Flygvapnet

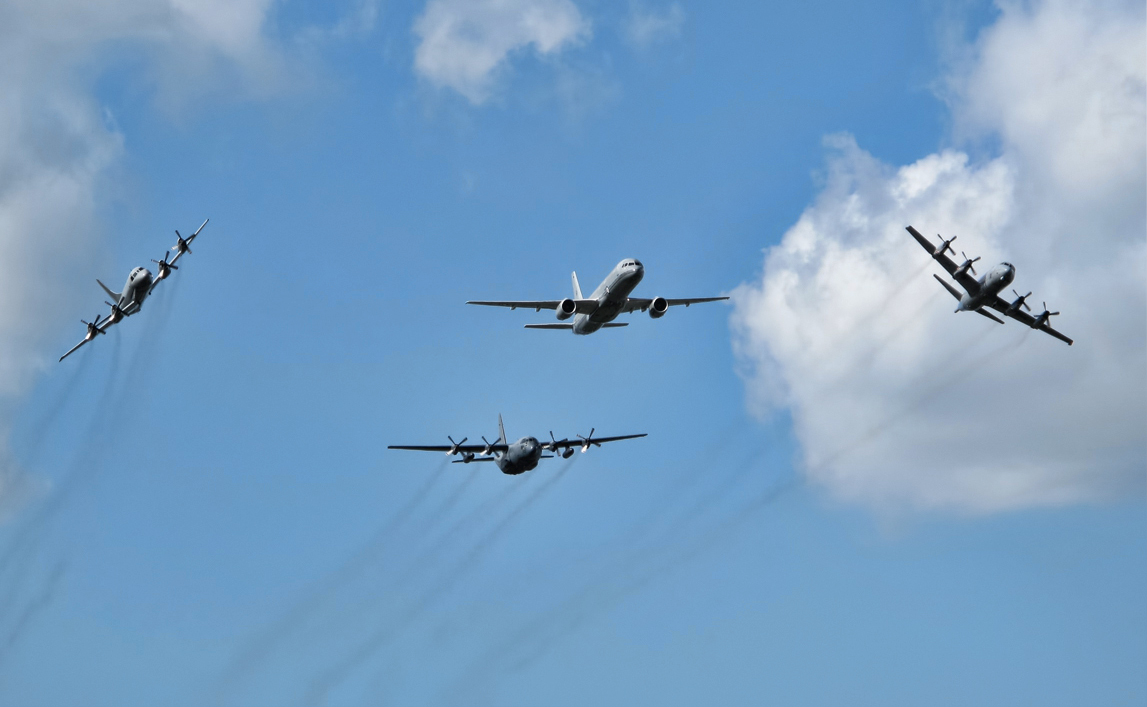
En Boeing 757 och en C-130H Hercules flankerade av två P-3K Orion.

Kungliga Nyzeeländska flygvapnet (Royal New Zealand Air Force, förkortning RNZAF) är landets flygvapen som bildades av Nyzeeländska element i det brittiska flygvapnet och blev en egen inhemsk försvarsgren 1923, även om många besättningar fortsatte att tjänstgöra inom det brittiska flygvapnet ända till slutet av 1940-talet. Liksom landet i stort deltog flygvapnet i andra världskriget, Malayakrisen, Koreakriget, Vietnamkriget, Gulfkriget samt inom ramen för Förenta nationernas fredsbevarande insatser. 
Från att ha haft över 1 000 stridsflyplan vid slutet av andra världskriget har flygvapnets storlek minskat till endast 50 flygplan avsedda för havsövervakning, transporter och Search and Rescue. Luftstridsförmågan upphörde helt år 2001 när det sista förbandet med A-4 Skyhawk togs ur bruk.

## Gradbeteckningar
Gradbeteckningar och titlar härrör från Storbritanniens krigsmakt och är i allt väsentligt ungefär de samma.
| Officersgrader i Nyzeeländska Flottan                                                                     | Officersgrader i Nyzeeländska Flottan | Officersgrader i Nyzeeländska Flottan | Officersgrader i Nyzeeländska Flottan | Officersgrader i Nyzeeländska Flottan | Officersgrader i Nyzeeländska Flottan | Officersgrader i Nyzeeländska Flottan | Officersgrader i Nyzeeländska Flottan | Officersgrader i Nyzeeländska Flottan | Officersgrader i Nyzeeländska Flottan | Officersgrader i Nyzeeländska Flottan | Officersgrader i Nyzeeländska Flottan | Officersgrader i Nyzeeländska Flottan |
| --- | ------------------------------------- | ------------------------------------- | ------------------------------------- | ------------------------------------- | ------------------------------------- | ------------------------------------- | ------------------------------------- | ------------------------------------- | ------------------------------------- | ------------------------------------- | ------------------------------------- | ------------------------------------- |
| Axelklaff                                                                                                 |                                       |                                       |                                       |                                       |                                       |                                       |                                       |                                       |                                       |                                       |                                       | Varierar                              |
| Grad | Admiral of the Fleet1                 | (saknas)                              | Vice Admiral                          | Rear Admiral                          | Commodore                             | Captain                               | Commander                             | Lieutenant Commander                  | Lieutenant                            | Sub Lieutenant                        | Ensign                                | Midshipman                            |
| NATO-kod                                                                                                  | OF-10                                 | OF-9                                  | OF-8                                  | OF-7                                  | OF-6                                  | OF-5                                  | OF-4                                  | OF-3                                  | OF-2                                  | OF-1                                  | OF-1                                  | OF-D                                  |
| Motsv. i Svenska armén                                                                                    | Storamiral                            | Amiral                                | Viceamiral                            | Konteramiral                          | Flottiljamiral                        | Kommendör                             | Kommendörkapten                       | Örlogskapten                          | Kapten                                | Löjtnant                              | Fänrik                                | Kadett                                |
| 1 Hedersgrad som endast utdelats till Prins Philip, hertig av Edinburgh och Prins Charles, prins av Wales |                                       |                                       |                                       |                                       |                                       |                                       |                                       |                                       |                                       |                                       |                                       |                                       |

| Officersgrader i Nyzeeländska Armén                                                                       | Officersgrader i Nyzeeländska Armén | Officersgrader i Nyzeeländska Armén | Officersgrader i Nyzeeländska Armén | Officersgrader i Nyzeeländska Armén | Officersgrader i Nyzeeländska Armén | Officersgrader i Nyzeeländska Armén | Officersgrader i Nyzeeländska Armén | Officersgrader i Nyzeeländska Armén | Officersgrader i Nyzeeländska Armén | Officersgrader i Nyzeeländska Armén | Officersgrader i Nyzeeländska Armén | Officersgrader i Nyzeeländska Armén |
| --- | ----------------------------------- | ----------------------------------- | ----------------------------------- | ----------------------------------- | ----------------------------------- | ----------------------------------- | ----------------------------------- | ----------------------------------- | ----------------------------------- | ----------------------------------- | ----------------------------------- | ----------------------------------- |
| Axelklaff                                                                                                 |                                     |                                     |                                     |                                     |                                     |                                     |                                     |                                     |                                     |                                     |                                     | Varierar                            |
| Grad | Field Marshal1                      | (saknas)                            | Lieutenant-General                  | Major-General                       | Brigadier                           | Colonel                             | Lieutenant-Colonel                  | Major                               | Captain                             | Lieutenant                          | Second Lieutenant                   | Officer Cadet                       |
| NATO-kod                                                                                                  | OF-10                               | OF-9                                | OF-8                                | OF-7                                | OF-6                                | OF-5                                | OF-4                                | OF-3                                | OF-2                                | OF-1                                | OF-1                                | OF-D                                |
| Motsv. i Svenska armén                                                                                    | Fältmarskalk                        | General                             | Generallöjtnant                     | Generalmajor                        | Brigadgeneral                       | Överste                             | Överstelöjtnant                     | Major                               | Kapten                              | Löjtnant                            | Fänrik                              | Kadett                              |
| 1 Hedersgrad som endast utdelats till Prins Philip, hertig av Edinburgh och Prins Charles, prins av Wales |                                     |                                     |                                     |                                     |                                     |                                     |                                     |                                     |                                     |                                     |                                     |                                     |

| Officersgrader i Kungliga Nyzeeländska Flygvapnet                                                         | Officersgrader i Kungliga Nyzeeländska Flygvapnet | Officersgrader i Kungliga Nyzeeländska Flygvapnet | Officersgrader i Kungliga Nyzeeländska Flygvapnet | Officersgrader i Kungliga Nyzeeländska Flygvapnet | Officersgrader i Kungliga Nyzeeländska Flygvapnet | Officersgrader i Kungliga Nyzeeländska Flygvapnet | Officersgrader i Kungliga Nyzeeländska Flygvapnet | Officersgrader i Kungliga Nyzeeländska Flygvapnet | Officersgrader i Kungliga Nyzeeländska Flygvapnet | Officersgrader i Kungliga Nyzeeländska Flygvapnet | Officersgrader i Kungliga Nyzeeländska Flygvapnet | Officersgrader i Kungliga Nyzeeländska Flygvapnet |
| --- | ------------------------------------------------- | ------------------------------------------------- | ------------------------------------------------- | ------------------------------------------------- | ------------------------------------------------- | ------------------------------------------------- | ------------------------------------------------- | ------------------------------------------------- | ------------------------------------------------- | ------------------------------------------------- | ------------------------------------------------- | ------------------------------------------------- |
| Axelklaff                                                                                                 |                                                   |                                                   |                                                   |                                                   |                                                   |                                                   |                                                   |                                                   |                                                   |                                                   |                                                   |                                                   |
| Grad | Marshal of the Air Force1                         | (saknas)                                          | Air Marshal                                       | Air Vice Marshal                                  | Air Commodore                                     | Group Captain                                     | Wing Commander                                    | Squadron Leader                                   | Flight Lieutenant                                 | Flying Officer                                    | Pilot Officer                                     | Officer Cadet                                     |
| NATO-kod                                                                                                  | OF-10                                             | OF-9                                              | OF-8                                              | OF-7                                              | OF-6                                              | OF-5                                              | OF-4                                              | OF-3                                              | OF-2                                              | OF-1                                              | OF-1                                              | OF-D                                              |
| Motsv. i Svenska flygvapnet                                                                               | Fältmarskalk                                      | General                                           | Generallöjtnant                                   | Generalmajor                                      | Brigadgeneral                                     | Överste                                           | Överstelöjtnant                                   | Major                                             | Kapten                                            | Löjtnant                                          | Fänrik                                            | Kadett                                            |
| 1 Hedersgrad som endast utdelats till Prins Philip, hertig av Edinburgh och Prins Charles, prins av Wales |                                                   |                                                   |                                                   |                                                   |                                                   |                                                   |                                                   |                                                   |                                                   |                                                   |                                                   |                                                   |